# Журавський Вадим Віталійович
Вади́м Віта́лійович Жура́вський — старший лейтенант Збройних Сил України, учасник російсько-української війни, який загинув під час російського вторгнення в Україну.

## Життєпис
Народився 10 червня 1998 року в селі Новокостянтинів на Хмельниччині.
Військову освіту здобув у Військовій академії (м. Одеса) і відразу розпочав службу у складі 95-ї окремої десантно-штурмової бригади.
У 23 роки отримав звання старшого лейтенанта.
12 травня 2022 року Головнокомандувач ЗС України Валерій Залужний поширив у мережі «Фейсбук» «портрети „з нуля“» авторства Арсена Федосенка, серед яких був і Вадим Журавський.
Головнокомандувач ЗС України / CinC AF of Ukraine:

«Ці позиції прийняли на себе всі удари, окрім хіба що ядерного. В очах і душах — абсолютна ясність. Готовність до всього. Заради нас. Заради Перемоги», — підписав Головнокомандувач ЗС України.

21 травня 2022 року про смерть Вадима Журавського повідомив Головнокомандувач Збройних сил України. Також опубліковано відповідне відео, присвячене його пам'яті.
Головнокомандувач ЗСУ:

«Героями цієї війни стали молоді командири. Ті, хто приймає підрозділи після полеглих побратимів. Хто набуває власного досвіду в запеклих боях. Хто віддає серце, душу, здоров'я, а інколи, на жаль, життя за Україну. Ми виконаємо твою мрію, Вікінгу! Ми здобудемо Перемогу!» — написав Залужний у Facebook.

## Нагороди
- орден Богдана Хмельницького III ступеня (2022, посмертно) — за особисту мужність і самовіддані дії, виявлені у захисті державного суверенітету та територіальної цілісності України, вірність військовій присязі.
- орден За мужність III ступеня (2022) — за особисту мужність і самовіддані дії, виявлені у захисті державного суверенітету та територіальної цілісності України, вірність військовій присязі.